# Ernst Gustav Kirsch
Ernst Gustav Kirsch (13 settembre 1841 – 8 gennaio 1901) è stato un matematico e ingegnere tedesco.
Dopo aver frequentato la Sorbona, l'Università di Zurigo e di Berlino, nel 1874 divenne professore alla Chemnitz University of Technology di Chemnitz.
È conosciuto soprattutto per le equazioni di Kirsch, equazioni delle tensioni all'interno di una lamina rettangolare, forata al centro, sottoposta a trazione lungo due dei bordi opposti.
| Controllo di autorità | VIAF (EN) 158151246538244131813 · GND (DE) 1145773486 |